# زنبق پهن‌کلاله
زنبق پهن‌کلاله (نام علمی: Iris latistyla) نام یک گونه از سرده زنبق است.